# Мейхью, Питер
Пи́тер Ме́йхью (англ. Peter Mayhew; 19 мая 1944, Барнс, Ричмонд-апон-Темс — 30 апреля 2019, Бойд, Техас) — английский и американский актёр, филантроп и предприниматель. Наиболее известен по роли Чубакки в III—VII эпизодах саги «Звёздные войны».

## Биография
Питер Мейхью родился 19 мая 1944 года в районе Барнс лондонского боро Ричмонд-апон-Темс в семье полицейского.
До начала звёздной карьеры работал служащим в больнице.
Карьера в кино
Свою дебютную роль сыграл в фильме «Синдбад и глаз тигра» в 1977 году. Эту роль получил совершенно случайно, когда продюсеры фильма увидели его фотографию в одной из газет в статье о людях с большими ногами. Так Питер Мейхью получил роль Минотавра.
Режиссёру Джорджу Лукасу в его первом фильме «Звёздные войны» требовался актёр, который смог бы подойти на роль обезьяноподобного существа Чубакки. Первоначально на эту роль претендовал бодибилдер Дэвид Проуз, однако позже он был утверждён на роль Дарта Вейдера. Как сказал Лукас, «всё, что пришлось сделать Мейхью, чтобы получить роль Чубакки, это просто встать в полный рост», который составлял 2 метра 12 см.
Озвучивал Чубакку не сам Питер Мейхью, а звукорежиссёр Бен Бёртт, который работал над всеми сериями «Звёздных войн».
Позднее Мейхью мог исполнить роль Чужого в одноименном фильме, однако роль досталась Боладжи Бадеджо.
Личная жизнь
В 1999 году в возрасте 55 лет Питер Мейхью женился на Энджи Люкер (англ. Angie Luker).
17 октября 2005 года Питер Мейхью стал гражданином США. Проживал в городе Гранбери (Техас), владел собственным бизнесом.
В 2013 году перенёс операцию на коленях, после чего был вынужден ходить с тростью. В 2015 году был госпитализирован в связи с воспалением легких.
Мейхью умер 30 апреля 2019 года в своём доме в Техасе.

## Фильмография

### Кинематограф
| Год  | Фильм                                                   | Роль            | Примечания                                           |
| ---- | ------------------------------------------------------- | --------------- | ---------------------------------------------------- |
| 1977 | Синдбад и глаз тигра                                    | Минотавр        |                                                      |
| 1977 | Звёздные войны. Эпизод IV: Новая надежда                | Чубакка         |                                                      |
| 1978 | Ужас                                                    | Механик         |                                                      |
| 1980 | Звёздные войны. Эпизод V: Империя наносит ответный удар | Чубакка         |                                                      |
| 1982 | Возвращение эвока                                       | Чубакка         | Короткометражный псевдодокументальный                |
| 1983 | Звёздные войны. Эпизод VI: Возвращение джедая           | Чубакка         |                                                      |
| 1987 | Звёздные туры                                           | Чубакка         | Короткометражный аттракцион                          |
| 2002 | Негодяи из комиксов                                     | Камео           |                                                      |
| 2004 | Книга комиксов                                          | Камео           | Псевдодокументальный                                 |
| 2005 | Звёздные войны. Эпизод III: Месть ситхов                | Чубакка         |                                                      |
| 2006 | Тени в лесу                                             | Интервьюируемый |                                                      |
| 2008 | Вчера была ложь                                         | Мертвец         |                                                      |
| 2009 | Фанаты                                                  | Камео           |                                                      |
| 2015 | Звёздные войны: Пробуждение силы                        | Чубакка         | Делил роль с Йонасом Суотамо                         |
| 2016 | Чернильный убийца                                       | Дядя Клайд      |                                                      |
| 2017 | Звёздные войны: Последние джедаи                        | —               | Консультант по Чубакке (роль исполнил Йонас Суотамо) |

### Телевидение
| Год  | Название                               | Роль           | Примечания                          |
| ---- | -------------------------------------- | -------------- | ----------------------------------- |
| 1977 | Донни и Мари                           | Чубакка        | Телешоу, 1 эпизод                   |
| 1978 | Звёздные войны: Праздничный спецвыпуск | Чубакка        | Телефильм                           |
| 1979 | Хейзел                                 | Гигант         | Сериал, 1 эпизод                    |
| 1980 | Маппет-шоу                             | Чубакка        | Телешоу, 1 эпизод                   |
| 1981 | Тёмная башня                           | Высокий рыцарь | Сериал, 5 эпизодов                  |
| 1983 | № 73                                   | Камео          | Сериал, 1 эпизод                    |
| 1985 | Шоу Кенни Эверета                      | Различные роли | Телешоу, 1 эпизод                   |
| 1997 | MTV Movie Awards 1997                  | Чубакка        | Церемония награждения               |
| 2004 | Драконий жемчуг: Наследие героя        | Суша (озвучка) | Англоязычная версия аниме 1997 года |
| 2005 | Позднее шоу с Дэвидом Леттерманом      | Чубакка        | Телешоу, 1 эпизод                   |
| 2011 | Хор                                    | Чубакка        | Сериалы, по 1 эпизоду               |
| 2012 | Лучшая охрана                          | Камео          | Сериалы, по 1 эпизоду               |